# Emberiza capensis
El escribano de El Cabo (Emberiza capensis) es una especie de ave paseriforme de la familia Emberizidae.

## Descripción
Mide unos 16 cm de longitud. Las aves adultas tienen una corona negra, lista superciliar blanca y las coberteras auriculares blancas bordeadas de negro. Las partes superiores son de color gris marrón con algunas manchas oscuras y las coberteras alares de color castaño. La cola es de castaño oscuro y las partes inferiores son grises con la garganta pálida. Ambos sexos son similares en apariencia, pero las hembras pueden tener un tono anteado en las marcas blancas de la cabeza. Las aves jóvenes tienen las alas de castaño más apagado, un patrón menos claro en la cabeza y rayas más pesadas que se extienden en el pecho y los flancos. La llamada es una ascendente zzoo-zeh-zee-zee. El canto es un chirrido estridente chup chup chup chup chee chhep chu.

## Distribución y hábitat
Se distribuye en el sur de África, desde el suroeste de Angola, al este de Zambia y Zimbabue, y del sur de Tanzania hasta El Cabo. Habita en laderas rocosas y matorrales de malezas secas, principalmente en las montañas en el norte de su área de distribución.